# Liu He Ba Fa
Liu He Ba Fa (ook bekend als: "Zes harmonieën - acht methoden" of "waterboksen") is een vorm van Chinese interne bewegingskunst.
Volgens de overlevering werd deze bewegingskunst, die lijkt op tai chi, gedurende de Song-dynastie (A.D. 960 - 1279) door de taoïstische wijze Chen Po (ook bekend als Chen Tuan, Chen Xi Yi, Chen Hsi-I) ontwikkeld. Hij was verbonden met de Taoïstische Hua Shan tempel op de berg Hua in de provincie Shaanxi.
Geschiedkundig zeker is slechts dat de vechtkunstmeester Wu Yi Hui (1887-1961) Liu He Ba Fa voor het eerst eind jaren 30 in Shanghai onderwees. Wu Yi Hui vertelde zelf dat hij van drie leermeesters (Yan GuoXing en Chan GuangBi van de provincie Henan, en Chan HeLu uit Peking) drie verschillende varianten van de vorm had geleerd. Hij gecombineerde de drie varianten en werd als het ware het doorgeefluik ervan. Alle heden ten dage onderwezen varianten laten zich herleiden naar hem en zijn leraren.
Veel van de leerlingen van Wu Yi Hui hadden verschillende ervaringen met vechtsporten en pasten de vorm naar eigen goeddunken aan. Daarmee worden ook de moderne invloeden duidelijk: in de vorm kan men details herkennen van vechtsporten (zoals Baguazhang) die pas lang na de Song-dynastie werden ontwikkeld. Daarom bestaan er diverse varianten, maar ze hebben allen het volgende gemeen:
1. Men spreekt van een interne bewegingskunst.
2. Er zijn onderdelen/bewegingen behouden die niet in Tai chi, Xing Yi Quan en Baguazhang voorkomen.
3. De vorm heeft 66 bewegingen, die onderverdeeld zijn in meerdere figuren, en bestaat uit twee hoofdonderdelen.
4. De bewegingsvolgorde is steeds dezelfde in de verschillende varianten.